# Badminton ai Giochi della XXVIII Olimpiade
Le gare di badminton alle olimpiadi estive del 2004 si sono svolte dal 19 agosto al 21 agosto ad Atene.

## Podi

### Uomini
| Evento                      | Oro                                     | Argento                                  | Bronzo                            |
| Singolo maschile (dettagli) | Taufik Hidayat                          | Shon Seung-mo                            | Sony Dwi Kuncoro                  |
| Doppio maschile (dettagli)  | Corea del Sud Ha Tae-kwon Kim Dong-moon | Corea del Sud Lee Dong-soo Yoo Yong-sung | Indonesia Eng Hian Flandy Limpele |

### Donne
| Evento                       | Oro                        | Argento                 | Bronzo                                   |
| Singolo femminile (dettagli) | Zhang Ning                 | Mia Audina              | Zhou Mi                                  |
| Doppio femminile (dettagli)  | Cina Yang Wei Zhang Jiewen | Cina Gao Ling Huang Sui | Corea del Sud Lee Kyung-won Ra Kyung-min |

### Misto
| Evento                  | Oro                     | Argento                                | Bronzo                                   |
| Doppio misto (dettagli) | Cina Zhang Jun Gao Ling | Regno Unito Nathan Robertson Gail Emms | Danimarca Jens Eriksen Mette Schjoldager |

## Medagliere
| Posizione | Paese         |   |   |   | Totale |
| --------- | ------------- | - | - | - | ------ |
| 1         | Cina          | 3 | 1 | 1 | 5      |
| 2         | Corea del Sud | 1 | 2 | 1 | 4      |
| 3         | Indonesia     | 1 | 0 | 2 | 3      |
| 4         | Gran Bretagna | 0 | 1 | 0 | 1      |
| 4         | Paesi Bassi   | 0 | 1 | 0 | 1      |
| 6         | Danimarca     | 0 | 0 | 1 | 1      |
| Totale    | Totale        | 5 | 5 | 5 | 15     |